# 邪典电影
邪典电影（英語：Cult Film），又称Cult片、靠片，是指那些在某層次圈子内被支持者熱烈喜爱及推崇膜拜的电影，也可稱為非主流電影或另類電影。这种电影通常上映時未获得大规模票房成功或僅有小部分影院發行放映。並非某一种严格的电影类型或风格，而較接近是種「地位」、「標籤」。例如香港邵氏時期的武俠片及李小龍存世的幾部電影或後期多部周星馳拍攝的片子以及日本昭和的特攝片尤其是怪獸系列，常被視為邪典电影，許多都列入主流電影，廣泛且成功得到商業利益。

## 概述
多数被称为Cult片的電影，或可視為某一年代次文化教義電影，有些分類影片也可能含有大量惡趣味；被推上神作原因通常帶有某種特殊的影像風格、敘事手法、或有挑戰當時世俗的尺度體裁、概念、反諷含義或僅因有獨特魅力的演員而被相當多數的不特定族群追隨膜拜；因著影片中微小細節所隱藏的意涵往往比一般的商業電影產生更大的影響；有時代表某種地下文化象徵，因未被一般大衆熟知，常有其獨特性或神秘感，尤其對於某些藝術工作者或研究光影藝術的學生、影迷，產生更深刻的意義或信仰。   
這類影片通常在影院上映時並未受到大衆注意或觀影者理解，但在之後的影碟租借及銷售獲得很高的出租量或數字或透過電視、頻道媒體再次播放而被某部分族群对该片表示激赏或產生某種信仰，他们可能是电影迷，或电影学者的口碑相傳而得到某種類型片的特殊地位及名聲
《洛基恐怖秀》（The Rocky Horror Picture Show）通常被认为是一部“邪典电影”。这部影片结合了科幻小说和恐怖电影的手法，并同时包括了易装癖、乱伦、同性恋等元素——以上种种，被融合在一起以音乐剧为表现形式的电影当中； 1975年上映时，影片吸引到了不多的一点注意。但一两年后，通过一些剧场的保留剧目午夜场放映，该片的爱好者们开始漸相模仿电影主角的穿着，并“实时参与”影片的放映（例如，一到婚宴镜头时，爱好者就抛洒幸福米）。 
在众多邪典电影中，《洛基恐怖秀》属于一部另辟幽径而在票房战役中幸免于难的片子。而其他如《活死人之夜》（Night of the Living Dead）、《粉红色火烈鸟》（Pink Flamingos）、《紐約大逃亡》（Escape from New York）、《隔山有眼》（The Hills Have Eyes）以及《橡皮头》（Eraserhead），则是通过“重新放映”的方式在邪典电影名单中争得一席之位。对于院线而言，这类片子重放的租用价格要比首轮放映便宜，这正好和深夜观众人数較少的特点相吻合。
1990年代初期，不少拥有常备剧目的电影院因为影院所有权及发行等问题而后继无力。有线电视及付费电视台的存在也为邪典电影地位的提高添砖加瓦。
《银翼杀手》當時虽然没能达到公映的票房目标，却成为了早期HBO及付费电视台的热播宝贝。《上班一条虫》（Office Space）、《抢救肯尼小子》（Half Baked）等因为在喜剧中心（Comedy Central）节目中經常播放，而被大众认识。 票房失败之作《上班一条虫》，更由于口碑極佳而使影碟租借的热度直线上升，从而实现了票房损失的曲线自救。
而《鬥陣俱樂部》（Fight Club）和《穆赫兰大道》，则在DVD销售方面赚得相当可观的收入，比院线上映的收益更好。同时，与一般电影相比，邪典电影在电影科技发展早期，更有可能选择新颖的影像技术来实现放映。 
虽然所有流派的各类型电影以及情节套路都有可能成为邪典电影，但由恐怖电影及科幻电影类别派生的邪典电影拥有一个巨大的数目。这可能基于此两类影片爱好者的热爱探究自然万物的本性。邪典电影一般拥有非常规性的情节、奇异的幽默感。那些偏离时下流行电影创作轨迹的影片，很可能就是纭纭邪典电影中的一员。
很多具有重要意义的邪典电影都是独立制作的，创作人员并没指望得到大众的赞赏。这里说的包括《活死人之夜》（Night of the Living Dead）、《逍遥骑士》（Easy Rider）、《粉红色火烈鸟》（Pink Flamingos）、《橡皮头》和《都市浪人》（Slacker）。
另外一些邪典电影则拥有大型知名电影公司的支持；和一般电影公司的典型作品大相径庭。《银翼杀手》和《搏击俱乐部》就属于此类。有時也有電影大師非商業的獨特影像創作；或屬於B級制作；也成為追隨者高度評價的另類經典。
很罕见地；有某些電影是主流制片厂的大投资但同时也在邪典电影名單中榜上有名——激赏者和追随这部片子的小部分爱好者被包含在大众之中。   能兼具商業成功與工藝技術甚或包含人生內涵的影片不多，例如《2001太空漫游》、《計程車司機》和《星球大战》系列。

## 主流性
邪典電影的製作者並不一定會有著廣大的名氣。有時是因為小型制片電影公司；未能有適當的宣傳與资金，導致影片草草下檔；未能引起觀眾的注意而在之後的影帶或電影频道重播才受到追捧；又可能因概念超前或隱喻深奥在幾年後才被理解；也可能是片長在被删減或拆成上、下2部；因此觀眾在當時並未觀看完整的影片而錯過了最重要的訊息而之後透過影片频道或DVD的收看才獲得熱烈的回響；尤其華語港片有許多這類遺珠……
一般談到cult片多被誤為混淆成禁片或等級過度血腥或不適一般世俗可接受的片型！
其實cult片最重要的定義；必須是有一群人的追捧推崇、收藏甚至模仿並具有地下文化的流行意義才能稱為cult片……而非僅是禁片或特別血腥禁忌，觀後不過留下一段印象未能有任何意義或思想上的感受或回饋，只能歸纳為特殊片型！
但也有少數案例，如史丹利・柯伯瑞克 及1990年代起，昆汀·塔倫提諾的電影就擁有著廣大的人氣；他們的作品具備了cult片電影的要素，但票房或知名度卻是成功的。

## Cult片導演
- 美國
  - 昆汀·塔倫提諾
- 香港
  - 龍剛
  - 桂治洪
  - 邱禮濤